# Episodi di Mystery Science Theater 3000 (ottava stagione)
L'ottava stagione della serie televisiva Mystery Science Theater 3000 è stata trasmessa in anteprima negli Stati Uniti d'America dalla Comedy Central tra il 23 novembre 1995 e il 18 maggio 1996.
| nº | Titolo originale                                              | Titolo italiano | Prima TV USA     | Prima TV Italia |
| -- | ------------------------------------------------------------- | --------------- | ---------------- | --------------- |
| 0  | Night of the Blood Beast (con il corto Once Upon a Honeymoon) |                 | 23 novembre 1995 |                 |
| 1  | Night of the Blood Beast (con il corto Once Upon a Honeymoon) |                 | 3 febbraio 1996  |                 |
| 1  | The Brute Man (con il corto The Chicken of Tomorrow)          |                 | 10 febbraio 1996 |                 |
| 3  | Deathstalker and the Warriors from Hell                       |                 | 17 febbraio 1996 |                 |
| 4  | The Incredible Melting Man                                    |                 | 24 febbraio 1996 |                 |
| 5  | Escape 2000                                                   |                 | 2 marzo 1996     |                 |
| 6  | Laserblast                                                    |                 | 18 maggio 1996   |                 |